# Одисеја (мини-серија из 1968)
Одисеја (итал. Odissea), такође преведена под насловом Авантуре Одисеја, мини-серија је од осам епизода заснована на Хомеровој Одисеји, први пут емитована на италијанској телевизији RAI 1968. године. Серија је снимана у копродукцији Италије, Француске, Западне Немачке и Југославије, а режирао ју је Франко Роси, коме су асистирали Марио Бава и Пјеро Скивацапа. У главним улогама су били Беким Фехмију као Одисеј и Ирена Папас као Пенелопа, док су споредне улоге, између осталог, тумачили Самсон Берк, Барбара Бах и Рено Верле. Многи критичари сматрају ову серију највернијом адаптацијом Хомеровог епа.

## Радња

### Прва епизода: Телемах и Пенелопа
Богиња Атена, срећна што је краљ Одисеј близу повратка на своју родну Итаку, под маском краља Мента, стиже на острво да се увери да ће Одисеј бити добро дочекан, али није тако: иако га двадесетогодишњи принц Телемах дочекује са поштовањем, Мент открива да палату краља Итаке опседају бројни арогантни локални племићи, просци, који са нестрпљењем чекају да краљица Пенелопа одлучи кога ће од њих узети за новог мужа, претпостављајући да је Одисеј умро пошто је прошло двадесет година од његовог одласка у Троју. Просци без резерве пљачкају подрум и оставу палате. Пенелопа покушава да одгоди удају изјављујући просцима да мора да тка платно у част свог свекра Лаерта, али сваке вечери уништава оно што је претходно исткала и почиње поново следећег јутра.
Телемах, на предлог Мента (који нестаје како је и дошао), најављује градску скупштину да би могао да сазна ко је на његовој страни и ко је спреман да га прати на путу краљу Нестору, најстаријем команданту који је учествовао у Тројанском рату, у потрази за вестима о Одисеју. На скупштину стижу и просци, тврдећи да имају право да просе краљицу због Одисејевог дугог одсуства и чињенице да Пенелопа проводи превише времена у ткању. На ове одговоре, људи са Итаке ћуте и не усуђују се да се супротставе, али пророк Египтије, приметивши сокола који седи на зидинама палате, види успех Телемаховог путовања, али га просци исмевају. Следећег јутра, Телемаху се придружује очев пријатељ и саветник Ментор (опет прерушена Атена) који му даје брод и морнаре да стигне до острва Пил, и краља Нестора. Пре поласка, Телемах тражи од дојкиње Еуриклеје да ништа не говори Пенелопи. Током ноћи, Меланто, млада слушкиња палате која је љубавница Еуримаха, једног од просаца, издаје Пенелопу откривајући просцима шта краљица ради свом платну сваке ноћи. Откривена, Пенелопа је приморана да заврши платно.
Сутрадан су просци приметили одсуство Телемаха и открили, претећи продавцу брода, да је он заиста отишао да потражи вести о свом оцу. Забринут да ће се његово истраживање показати успешно, Антиној, вођа просаца, предлаже да направе заседу Телемаху. Стигавши на Пил усред церемоније жртвовања вола Посејдону, Телемах се придружује Нестору након церемоније. Краљ прича Телемаху о вечери пре него што се вратио из Троје: било је оних који су, као Одисеј, хтели да казне савезнике Тројанаца и оних попут Менелаја који су хтели да се врате кући; после неколико расправа, ахејска флота се раздвојила и Нестор од тада није чуо ништа о Одисеју, па саветује Телемаха да оде у Спарту, код Менелаја, са његовим сином Писистратом, који ће га водити. Медонт, гласник, чувши просце, трчи да упозори Пенелопу која се, након тренутка љутње на Еуриклеју што јој ништа није рекла, моли за сигурност свог сина.
Ноћу, Пенелопи у сан долази Атена, под маском њене сестре Ифтиме, која је уверава да богови чувају њеног сина, али и Одисеја. У последњој сцени се коначно појављује лик Одисеја: усамљени човек на бедном сплаву препуштен на милост и немилост таласима који га удаљавају од коначног одредишта.

### Друга епизода: Одисеј, Наусикаја и Калипса
На почетку друге епизоде води се расправа између Зевса и Атене, где се њих двоје слажу да је Посејдон довољно мучио Одисеја и да је време да се његова патња заврши. Одисеј је доживео бродолом крај једног острва и, пронашавши уточиште, залута у шумарак и заспи на постељи од опалог лишћа. Острво на које је Одисеј стигао је Схерија, где живе Феачани, а Атена у сну стиже младој принцези Наусикаји, под маском далеке пријатељице, говорећи јој да треба да се припреми за њен све ближи брак и да треба да оде са слушкињама на ушће реке да оперу рубље. Следећег дана Наусикаја одлази на реку и након што опере рубље, у жбуњу угледа прљавог човека, нагог и нагрђеног сољу и лишћем на којем је спавао. Све девојке беже осим Наусикаје, која зачуђено гледа у очајног човека. Одисеј је такође донекле опчињен лепотом девојке и упоређује је са богињом, а затим је моли да га поведе са собом у палату.
Подстакнута богињом, а и својим срцем, Наусикаја је окупала и оденула Одисеја, али тражи од њега да је не прати у палату, како млади не би помислили да га је одабрала за мужа.  По њеној жељи, он одлази сам до палате, где је представљен њеним родитељима, Алкиноју и Арети. Њих двоје, као и племићи у палати, сумњичави према свим странцима који долазе у њихову земљу, засипају га питањима. Да не би изазвао пометњу, Одисеј се претвара да је бродоломни путник у потрази за заштитом. Алкиној прича да је његов народ давно боравио у земљи киклопа, монструозних и насилних створења, која су им непрестано угрожавала животе; па су одлучили да се преселе уз помоћ богова на ново острво, плативши цену изолације и непознатости ниједном путнику, осим Одисеју.
Одисеј зна да су Феачани мирољубиви и да поседују знање како да направе бродове који никада не тону и никада се не губе, али да су престали да их граде забринути због пророчанства: Посејдон, њихов заштитник, казнио би Феачане уништавањем бродске посаде која би повела непријатеља на брод. Одисеј, у међувремену, проводи доста времена са Наусикајом, говорећи јој да је до пре неколико недеља седам година био заточеник на Огигији, острву на коме је прогнана прелепа нимфа Калипса, којој се Одисеј психички опирао, све док јој богови нису наредили да га пусти.
Неколико дана касније, Одисеј је позван да посматра игре чији ће победник добити Наусикајину руку. Првак тражи од госта да учествује у надметању мачевима, али Одисеј одбија, да не би био препознат, све док младићи не доведу у питање његову снагу, толико га разбесневши да не само да успева да савлада све учеснике, већ и ризикује да убије једног. Одисеј тражи од Алкиноја опроштај, али овај захтева да сазна његово име пре него да чује његово извињење.

### Трећа епизода: Пад Троје и острво Лотофага
Слепи певач Демодок свима прича историју последње ствари коју је видео пре него што је изгубио вид: пада Троје. Прошло је десет година од почетка рата, али ниједна од две фракције није одустала, све док једног дана, на обалама града, Тројанци нису затекли ахејски логор напуштен и џиновског дрвеног коња на плажи. Док су га Пријам и многи други Тројанци протумачили као понуду Ахејаца Посејдону да им обезбеди безбедан пут, свештеник Лаокоон схвата да је то замка, или понуда Ахејаца богу да уништи град. Свештеник је толико сигуран у оно што је рекао да је бацио копље на дрвеног коња, скоро пробовши Одисеја и остале скривене унутра. На ивици наређења да се спали, Пријам зауставља Лаокоона и наређује да се коњ уведе у град као покајање за увреду учињену богу. Одисејев план функционише: унутар зидина, Ахејци излазе из коња, упозоравају скривене савезнике и Троја је освојена. Трагедија је неминовна и те исте ноћи, после гозбе и славља, Грци су уништили Тројанце; ова судбина пада и на Пријама, Дејфоба, новог мужа Хелене, и Астијанакта, Хекторовог и Андромахиног малог сина, кога је Неоптолем, окрутни Ахилејев син, силом узео из колевке и бацио са зидина. Присећајући се ових зверстава, Одисеј тихо почиње да плаче, потресен жестоким дрхтањем, а Демодок га, након што је то схватио, препознаје на изненађење свих присутних.
У међувремену, Телемах и Писистрат стижу у Спарту, где су се Менелај и Хелена управо вратили са свог путовања, за разлику од Одисеја. Њих двоје дочекују Телемаха који се, супротно својим очекивањима, налази пред двоје тужних супружника, тешко искушених умором од рата и судбином преживелих. Агамемнона је, каже краљ, убила његова жена Клитемнестра, а многи су исту смрт дочекали у својим домовима. Даље открива да је последњи пут чуо за Одисеја од Протеја, који му је такође рекао како да иде кући. Да би смирила духове, Хелена смеша вино свог мужа и гостију тако да им ублажи бол и прича о времену када је видела Одисеја пре него што је Троја била освојена: након што га је његов пријатељ Диомед насмрт претукао да би изгледао као просјак, ушао је у град представљајући се као фригијски војник кога су напали његови пијани другови. Свештеница Касандра, позната по својој несрећи да предвиђа будуће догађаје, али да јој нико никада не поверује, одмах му поверује и поверава му да зна да је њеном граду суђено да падне, ако Атенин паладијум буде украден из храма. Након што Касандра оде, стиже Хелена, сада Парисова удовица, која одмах препознаје Одисеја, иако претученог и крвавог, проклињући његов долазак. Одисеј јој, бесан, прети да ће непотребно губити време у тој палати, пошто се цела грчка војска бори за њу; коначно је оставља, упозоравајући је на њеног мужа Менелаја.
Сада откривен, Одисеј прича Феачанима о несрећама које су коштале њега, његову флоту, као и његове пратиоце, повратка кући. Полазећи из Троје са 12 бродова и много пратилаца, он прво губи по шесторицу људи на сваком од својих бродова у земљи Киконаца, савезника Тројанаца. Касније губи 11 од својих 12 бродова у земљи Лестригонаца, дивова који потапају бродове који уђу у њихову луку; спасава се само Одисејев брод, пошто се из предострожности држао ван луке. Са јединим преживелим бродом, Одисеј плови до медитеранске обале Африке, насељене чудним људима познатим као Лотофаги, племена које једе лотос. Тројица пратилаца су послата у извиђање, али се не враћају ни после неколико сати. Забринут, Одисеј одлази да их потражи и стиже у огромну башту са сиромашним кућама. Сви становници се смешкају и бунцају смејући се, а међу њима су и три Одисејева пријатеља. Они су потпуно изгубили памћење јер су јели прах добијен дробљењем лотоса, и сада не желе да напусте острво. Чак и када Одисеј покуша да их подсети на њихове жене, децу и домове, опијени сапутници не изражавају ни најмањи знак пажње и настављају да прождиру лотос уз смех. Тада их Одисеј све везује на брод и наставља путовање.
Пловећи на друго острво, Одисеј и дванаесторица његових другова одлазе по залихе и крећу у лов док, пратећи огромне отиске стопала, не открију огромну пећину. Заинтригирани, морепловци улазе и откривају огромне залихе сира, млека и рикоте, као и прибор који припада једном диву: чиније у којима се налази храна су огромне, као и секира и кревет. Међутим, Одисеј, оглушујући се на инсистирање својих сапутника који би хтели да оду након што су узели сир, верује да може да успостави разговор са житељем пећине, чије вештине прављења чворова и производње добре рикоте веома цени. У сваком случају, немају више времена за бекство јер животиње из џиновог стада стижу у пећину.

### Четврта епизода: Полифем и дар Еолов
Открива се да пећину насељава монструозни киклоп по имену Полифем. Киклоп је ужасан за гледање, космат попут звери и са једним оком на средини чела. Морепловци падају на земљу од ужаса чим га виде како огромном стеном блокира улаз у пећину и од њих громким гласом тражи да се представе. Одисеј, покушавајући да заштити своје пријатеље, тражи од Полифема гостопримство, јер им је потребна храна, као и да поштује законе моћног и осветољубивог Зевса у погледу посетилаца. Полифем прасне у громогласан и застрашујући смех, изјављујући да је он Посејдонов син и самим тим изнад сваког закона, као и да не мора да се покорава никоме, па ни другим боговима. Људи престрављено беже, али Полифем узима једног и згњечи га у руци; затим зграби другог, онесвешћеног од шока, и насилно га удари о камен, а затим их обојицу поједе. Одисеј жели да га убије, одмах након што оде у кревет, али га задржавају његови пријатељи, укључујући и његовог рођака Еурилоха. Ако би Одисеј убио киклопа на спавању, онда нико не би имао снаге да уклони џиновску стену са улаза, па је јунак приморан да чека крај ноћи. Сутрадан, међутим, добија идеју и наређује својим сапутницима да узму велико маслиново дебло и наоштре га, док Киклоп излази да одведе стадо на испашу. Након тога, Одисеј одређује пратиоце који би требало да одвуку пажњу киклопа, док он скрива дебло, али изабрани нису довољно брзи и Полифем их прождире.
Одисеј одлучује да киклопа опије вином које је донео са собом са брода као поклон становницима те земље. Вино је посебно, тако концентрисано да једна чаша треба да се разблажи са чак 20 чаша воде. Напунивши велику чинију, Одисеј је једва зграби обема рукама и пружи је Полифему, који га, иако сумњичав према понуђеном пићу, проба, одмах захтевајући још. Одисеј, желећи да га напије, доноси му још једну пуну чинију, коју Полифем испразни. Одисеј, на Полифемов захтев да му открије име, одговара да га зову „Нико”, на шта се киклоп смеје и каже да ће га, за награду, појести последњег. Одисеј, не губећи време, након што је киклоп заспао пијан, дозива своје пријатеље који загревају врх дебла на ватри: заточеници намеравају да заслепе Полифема да би им он помогао у бекству отварањем улаза. Људи, укључујући Одисеја, прилазе Полифемовом кревету, пењу се на њега и постављају се директно иза главе чудовишта како би били прецизнији. Уз узвик охрабрења, Одисеј и његови сапутници забијају дебло, али Полифемов крик бола је толико језив и тако јако одјекнуо да сви падају на земљу, док киклоп, машући рукама, прави велики неред и буку у пећини. Он такође вриштећи зове своје комшије киклопе који га, ван пећине, питају шта или ко му чини зло. Када одговори да Нико (не) жели да га убије, други киклопи кажу Полифему да не могу ништа и да сутра мора да се помоли Посејдону, након чега га напуштају.
После ноћи непрестаног и мучног јадиковања, следећег јутра Полифем отвара врата пећине да пусти овце и козе на испашу. Људи се везују за стомаке оваца у групама од по три везаним конопцима, држећи се за стомаке средње животиње, осим Одисеја који се држи испод руна овна, да их не би препознао киклоп, који додирује овце једну по једну по леђима и са стране, али никада и не помисли да их опипа испод. Ован излази последњи и Полифем, након што је рекао речи наклоности према главешини стада, проклињући Одисеја позива к себи свог оца Посејдона. Док његови сапутници журе да се врате у брод, Одисеј одлучује да остане на земљи још мало да би се наругао Полифему, откривајући му да га је заправо Одисеј, краљ Итаке, ослепео. Полифем, избезумљен од беса, пење се на избочину, бацајући клетву и разне камене громаде на брод, молећи оца да разбије непријатељско пловило. Убрзо након одласка, Одисеј је принуђен да пристане на острву Еола, господара ветра, због лоших услова на мору.
Настављајући причу, Одисеј одлучује да сам крене на Еолово острво. Улазећи у палату, Одисеј долази у огромну и раскошну гозбену дворану испуњену плавом паром и „еротима” (децом флаутистима) који свирају на разним инструментима и деле вино. На крају просторије налази се велики сто пун свих врста добрих јела, са Еолом који је седео у средини и његовом породицом поред њега: његовом женом Кијаном и њиховим синовима и кћерима, које је оженио једне другима, тако држећи породицу на окупу. Еол је стар и стасит са сребрном косом, и тражи од јунака да једе с њима, причајући о својим подвизима у Тројанском рату. Одисеј остаје на гозби неколико месеци, причајући и понављајући своје приче неколико пута, све док не замоли бога да га пусти. Еол пристаје и штавише одлучује да му да све ветрове Бореје и Лебића који доминирају светом. Најпре, међутим, пита Одисеја да ли га неки богови прогоне, у ком случају он неће моћи да му да свој дар; Одисеј лаже, прећуткујући чињеницу да је Посејдон, после доживљаја са Полифемом, непријатељски расположен према њему. Еол сакупља све ветрове и затвара их у велику врећу направљену од овнове коже, и даје их Одисеју, говорећи му да је никада не отвори како не би изазвао природну катаклизму. Одисеј обећава и одлази на брод да настави путовање; захваљујући ветровима стиже до Итаке много раније него што је очекивао. Сапутници, заинтригирани врећом, верујући да се у њој налази богатство, једног дана, баш када се назру обале толико жељеног острва, отварају врећу док је исцрпљени Одисеј спавао, која их баца тамо-амо преко Средоземног мора. Одисеј застаје са причом да размисли о својим несрећама, док краљица коментарише да је ипак заслужио све своје невоље зато што није био на опрезу и што се успротивио боговима, посећујући непознате земље и оглушујући се на наредбе својих пријатеља.

### Пета епизода: Киркино острво и силазак у Хад
Искрцавајући се на новом и непознатом острву, Одисеј заједно са својим сапутницима одлучује да га истражи како би открио да ли га насељавају звери или крвожедни људи. Он дели експедицију у две групе: једном командује Еурилох, а другом он сам. Улазећи у густу шуму, међутим, група је нападнута и људи се претварају у свиње. У међувремену, Одисеј упознаје пастира, заправо Хермеса, који му говори о тужној судбини друге групе. Одисеј би желео да им прискочи у помоћ, али га бог зауставља, говорећи му да је на делу чаролија чаробнице Кирке, господарице острва, и да, ако жели да ослободи своје пријатеље, мора пре свега да поједе један посебан цвет. После тога јунак би се открио чаробници и био одведен у њено пребивалиште; Кирка би га сигурно преварила, дајући му напитак да попије, али би Одисеј остао имун и обузела би га страшна жеља да убоде чаробницу, али би се суздржао.
Одисеј чује ово пророчанство и одлази у башту где среће жену, лепу и страшну у исто време, која га подвргава загонеткама и тестовима, али Одисеј, заштићен Хермесовим саветом, све их решава. Кирка, схватајући да се овај човек разликује од свих њених других жртава, одлучује да га одведе кући да га натера да попије мало вина. Одједном се Одисеј налази у чудном пребивалишту пуном биљака и кавеза у којима се налазе животиње и птице свих врста, сви заробљеници чаробнице, али одмах бива позван да седне поред Кирке која му нуди златну чашу. Одисеј, знајући да је имун на њен отров, попије све у једном гутљају, али ипак јако пати. У међувремену, Кирка се од срца смеје, мислећи да ће се и Одисеј ускоро претворити у свињу, али изненада она пребледи и почиње да постаје страшно ружна: схватила је да њене моћи не делују на јунака. Одисеј, бешњи него икад, јури са мачем исуканим на чаробницу, али се тада сети пророчанства и не убије је, већ јој наређује да га одведе својим пријатељима. Кирка, која се изненада вратила прелепа и послушнија него икад, одводи га у шталу где свиње очајнички грцају и претвара их назад у људе какви су били пре. Међутим, услед изненадног преображаја, сапутници се нађу збуњени и чак не препознају Одисеја, бежећи сваки пут када он покуша да разговара са њима. Кирка тада користи прилику да задржи јунака још мало, пошто би дејство магије на његове пратиоце нестало за неколико дана, а она проводи страсне љубавне ноћи са њим.
Кирка, да би осигурала да Одисеј одлучи да остане са њом заувек, тера га да попије магични напитак који чини да заборави своје вољено острво и чини га невидљивим пред својим друговима. Са Кирком, Одисеј ће провести пуну годину, а само интервенција његових сапутника, уморних од живота на броду где не раде ништа, вратиће јунака разуму. Одисеј тражи од Кирке да буде пуштен једном заувек и она, додуше невољно, прихвата, али му пре одласка поверава неке тајне и пре свега наређује да оде у Хад. Пошто су многи богови према њему непријатељски расположени, Одисеј има неизвесну и опасну судбину када плови по мору и зато су му потребна пророчанства слепог пророка Тиресије, који је умро у старости од преко 700 година, како би могао мирно да плови до Итаке.
Одисеј, како му је Кирка рекла, хода шумом острва, све док не стигне до мрачне пећине ископане у земљи. Мрачно место које је Одисеј пронашао је туробно, беживотно и пуно магле. Јунак се плаши јер му се чини као замршен лавиринт пун стубова и пећина и изнад свега не види живу душу. Кирка му је била саветовала да поведе са собом младог црног јарца на клање, како би се душе покојника појавиле и приближиле, с надом да је међу њима и Тиресија. Одисеј обавља обред и одмах се појављује група жалобних, уплаканих и уздишућих људи, прекривених тешким сивим огртачима који остављају само њихова лица откривена. Сви се опасно приближавају жртвеној крви да је попију, али их Одисеј отера својим мачем: само би Тиресија требало да утажи жеђ. Група нестаје и најзад се појављује пророк: он је седокос, са дугом брадом и комуницира само шапатом, а Одисеј га позива да пије. Када се Тиресија придигне са земље, његова фигура делује још сабласније, док му јарчева крв цури из уста и он почиње да саопштава Одисеју будућност његовог путовања. Одисеј ће још морати да се суочи са многим опасностима и тек у десетој години након уништења Троје ће моћи поново да види своју породицу, али неће дуго остати на Итаки јер ће, вођен жељом за знањем, поћи на још једно путовање које ће бити последње у његовом животу.
Одисеј не разуме све и оставља Тиресију да се поново храни јарцем, да би се упустио дубље у Хад. Он види душу Агамемнона који му открива да га је у издаји заједно са конкубином Касандром убила његова жена Клитемнестра. Она је и даље била узнемирена жртвовањем своје ћерке Ифигеније по налогу њеног оца, пошто му богови нису дозволили одлазак у Троју, а она је сада имала још један разлог више да погуби Агамемнона: његову превару са тројанском пророчицом. Агамемнон упозорава Одисеја да ниједна жена није верна свом мужу и да ће пре свега покушати да га убије после толико година одсуства. Агамемнонова уплакана душа одлази и Одисеј, изненађенији него икад, среће још једног бившег саборца: духа храброг Ахилеја, који је страдао од руке бога Аполона и Парисових стрела. Ахилеј се чини мрзовољнијим од Агамемнона и поверава Одисеју да би радије био роб најподлијег и најсуровијег господара на свету него да буде приморан да влада мртвима у Хаду. Последњи дух којег Одисеј среће у подземљу је његова мајка Антиклеја. Он је пита како је умрла, а она плачући саопштава да је умрла чекајући синовљев долазак на Итаку. Тада Одисеј схвата зверство и бескорисност рата који се толико година водио у Троји да би се вратила невеста изданом краљу, као и да је губио време у непрекидним путовањима по Медитерану, не схватајући да су његови вољени умрли од очаја чекајући на Итаки; он почиње горко да плаче пред ногама духа. Мајка га позива да не очајава и да пожури кући по повратку на острво, јер ако још закасни и његов отац Лаерт, који се одавно повукао да живи као прљави пустињак међу животињама, ускоро ће умрети од сломљеног срца.
Одисеј такође постаје свестан злостављања просаца који нападају његову палату, искушавајући Пенелопину верност, и чувши ове речи обузима га талас беса, али прво покушава да узалуд загрли колена своје мајке, која нестају сваки пут када је додирне. Идући према излазу, Одисеј угледа још једну душу, свог пријатеља Елпенора, који је пре неколико тренутака преминуо у алкохолисаном стању. У ствари, сапутници, у свету живих на Киркином острву, предали су се банчењу да би одагнали бриге, а Елпенор, који је превише попио, пао је са литице и сломио врат. Одисеј обећава његовом духу да ће имати достојну сахрану када се врати, и да ће то учинити узвикујући његово име онолико пута колико је довољно да допре до ушију далеке мајке.
Кирка саопштава Одисеју страшне ствари о његовим даљим путовањима: прво искушење са којим ће се суочити је пролазак покрај стене страшних сирена, а затим ће морати да савлада клисуру Сциле и Харибде. Последње његово искушење биће заустављање на острву Трозубац, где бог Хелије напаса своје краве, које нико не сме да убије. Кирка затим нестаје, остављајући Одисеја збуњеним и задивљеним. Јунак саопштава поменуте етапе својим сапутницима и позива их да крену, али нешто се у њима променило: они полако губе веру у свог вођу.

### Шеста епизода: Сирене, острво Сунца и повратак на Итаку
Подстакнувши своје сапутнике да се укрцају на брод и врате на Итаку, Одисеј наставља своје путовање, одмах прилазећи стени сирена. То су бића која нису видљива човеку, иако према легенди имају тела грабежљивих птица и главе прелепих жена, као и моћ да очарају путнике својим гласом, да их не натерају да својим бродовима ударе у стене. Сапутници верују да је Одисеј полудео, јер жели да им зачепи уши воском како не би чули глас сирена. Одисеја, да би им показао да је савршено луцидан, Еурилох везује за јарбол, препоручујући му да се завеже још чвршће ако буде молио да га одвеже. Брод је сада стигао до стене и док је заобилази, Одисеј назире кости несрећних морнара жртава сирена и коначно почиње да чује њихове гласове који продиру у његов ум, чинећи га неразумним. Гласови упорно позивају Одисеја да пристане на острво како би могао да заврши своје дане у радости и безбрижности након толико година борбе и живота у болу, али Еурилох га чврсто везује и тако Одисеј, тешко искушаван снагом сирена, успева да са сапутницима савлада стену.
Друга етапа је прелазак уске клисуре између две огромне стене: Сциле и Харибде. Међутим, Одисеј је, верујући да је изгубио превише времена на прелазу и да неће из њега изаћи жив, кренуо је другим дужим путем који га је довео до острва Трозупца, посвећеног богу Хелију (Сунцу), који овде испаша своје краве.
Брод пристаје на обали и одмах завлада велика тишина, спречавајући сапутнике да ускоро наставе пут. Заправо, Одисеја су невољно натерали његови пријатељи Ираклије, Еурилох, Полит и Филетор, који више не верују у свог команданта; сада морнари могу да се надају само храни коју поседују и риби коју упецају. Одисеј више не зна шта да ради јер му је Киркино пророчанство казало да ако се неко усуди да убије једну краву, богови ће уништити читаву флоту. Јунак чини све да спречи своје сапутнике, који су недељама исцрпљени глађу и недостатком хране, да то учине, али једног дана када се попне на литицу да се помоли Зевсу, догоди се несрећа. Еурилох је одобрио убиство једног говеда и целе ноћи се гостио са осталима; Одисеј га ни не грди јер већ зна да је судбина тих несрећника запечаћена. У ствари, након што је напустио острво због изненадног повратка ветра, долази страшна олуја коју је покренуо Посејдон и разбија брод са његовим сапутницима. Само Одисеј је спашен на греди и бачен је на седам дана у море док не стигне на Калипсино острво.
Након што заврши причу о свим својим несрећама, Одисеј тражи од краља Алкиноја нови брод и посаду да стигне до сада оближње Итаке и добри краљ му то даје. Стигавши на вољено острво, Одисеј, пошто га није видео двадесет година, више не препознаје ништа у свом завичају и одмах тражи од пастира податке о месту. Дечак је нико други до његова заштитница Атена која га, да би га ставила на кушњу, пита ко је он. Одисеј му, скривајући свој идентитет, каже да је несрећни морепловац из Египта, а Атена га хвали због његове оштроумности, претварајући га у старог просјака тако да га становници и чланови породице одмах не препознају, како би могао боље да испланира своју освету. Кад дечак нестане, Одисеј стиже у дом Еумеја, свињара и најповерљивијег Одисејевог слуге, који госта дочекује пријатељски како традиција налаже, наизглед га не препознајући. Одисеј је задивљен његовом добротом и почиње да се распитује о судбини тог несрећног борца који је отишао у Троју и више се није вратио кући, остављајући жену и сина очајне. Еумеј му прича све до детаља, а Одисеј, иако у искушењу да му покаже ко је он заправо, то не чини.
У међувремену, Телемах се враћа на острво Пил из Спарте, обесхрабренији него икада, и пушта пророка Теоклимена на брод, уверен да му може рећи нешто о његовом оцу; Телемах је до сада спреман да учини све, као и да поверује било чијем сведочењу. Пуштање тог човека на брод показује се као одлична Телемахова замисао, јер му Теоклимен саветује да преокрене пут до Итаке, не пролазећи кроз Самоски мореуз, јер га тамо чека замка просаца. Телемах безбедно стиже на Итаку и ноћу одлази у Еумејеву кућу где га такође чека Одисеј. Тада се богиња Атена појављује јунаку и говори му да сада коначно може да се открије члановима своје породице, а вече се завршава нежним и дирљивим загрљајем између Одисеја и његовог сина који плаче од радости. Следећег дана њих тројица планирају пут да уђу на двор, ослањајући се на помоћ Еумеја и Пенелопе, док се брод враћа у луку са просцима, бешњим него икада због неуспеле завере.
Пенелопа је забринута за судбину свог сина, али је умирена када га види да се вратио здрав и здрав на прагу са Теоклименом, и позива их да се окупају, а затим једу. Освежен, Телемах прилази њеној мајци, нежно наслањајући главу на њено колено, и пита је какав је Одисеј био пре њеног рођења. Срећна, Пенелопа се сећа када је њен муж, сиромашнији него икад, дошао у њену кућу да затражи њену руку, иако га је будући таст отерао. Он, знајући да га Пенелопа потајно воли, пошао је према њеним кочијама и девојка је кренула за њим, молећи га да је поведе. Њен отац је, ван себе од беса, стао испред кочије, али га је Уликс ипак заобишао и оженио Пенелопу. Епизода се завршава Теоклименом који прориче Одисејев долазак за неколико дана и Еумејем који води свог господара Одисеја, још увек прерушеног у просјака, на двор.

### Седма епизода: Одисеј као просјак на двору и вече последњег надметања
Одисеј у пратњи Еумеја одлази до палате, али прво се зауставља пред старим и ослабљеним псом: Аргос, пас којег је Одисеј волео, сада на самрти, препознаје свог господара, чак и после двадесет година одсуства, и умире срећан. На наговор Атене, прерушен у просјака, прилази просцима тражећи милостињу. Дочек просаца је груб и суров: ругају му се и вређају га, не знајући каква их судбина чека за неколико дана. Телемах не може дуго да издржи иживљавање просаца над својим оцем којег чак и Антиној, њихов вођа, туче када му затражи милостињу. Као да то није довољно, на двор стиже и корпулентни Арнеј (познат као Ир), који се хвали да је најјачи од свих просјака и напада Одисеја, плашећи се да овај жели да му преотме место. Просци их терају да се потуку, као награду обећавајући одабрано парче печења, и крећу у двориште. У почетку се чини да ће Арнеј победити, али његови ударци буде древни гнев у Одисејевим грудима, који га обара једним добро усмереним ударцем у вилицу. Крварећи и тетурајући се, Арнеј пада на земљу и Одисеј га оставља испред стуба, уз строго упозорење да га више не изазива или ће доживети гору судбину.
Касније је позван да се састане са Пенелопом, и разговара са краљицом насамо. Пенелопа је заинтригирана овим странцем и желела би да сазна више о њему. Одисеј ипак лаже и каже јој да је Етон, брат критског краља Идоменеја, потомак Миноја, али тврди да је познавао Одисеја, до детаља описујући његов огртач са златном копчом на којој је приказан пас који кида јелена. Пенелопа је зачуђена и чак се заварава да је препознала просјака као свог мужа, али Одисеј контролише своја осећања подсећајући је да је он само минојски ратник који је испао из милости богова после Тројанског рата.
Еуриклеја, најстарија и најмудрија слушкиња у палати, позвана је да опере ноге просјаку и, видевши му колена, препознаје његов ожиљак. Ту рану је јунаку нанела дивља свиња много година раније током лова. Она коначно препознаје свог господара, али он јој покрива уста, плашећи се да би могла, чак и несвесно, да поквари све њене планове за освету. Еуриклеја се заклиње на ћутање, а Одисеј одлази у шталу где млади пастир храни волове: то је Филетије, кога је Одисеј запослио када је био десетогодишњи дечак; ни он не препознаје свог господара. Еумеј, свестан свега, такође ћути.
Ближи се дан који просци дуго ишчекују, онај када ће Пенелопа одлучити ко ће јој бити нови муж и краљ Итаке; просци још нису донели дарове за краљицу и она, да би добила на времену, захтева да јој их донесу. Истог дана, Пенелопа је наредила да се организује надметање са Одисејевим луком, чији ће победник постати њен нови муж. И Одисеј и Пенелопа ноћ пре поменутог дана проводе неиспавани; он је у силном искушењу да се открије жени, док она има визију. Она види велику групу гусака коју коси долазак великог орла и плаши се радости и страха од истинског доласка свог вољеног мужа.
Долази судбоносни дан и Пенелопа одлази да узме Одисејев лук. Верује се да нико осим јунака не може да га натегне. Телемах такође жели да се пријави за надметање, да спречи једног од просаца да победи и држи лук, али не може да повуче тетиву. Док се Антиној припрема да се окуша, он види просјака Одисеја како поставља једну поред друге на хоризонталну греду дванаест секира са великим рупама на средини сечива, тако да су рупе сваког сечива биле у једној и савршеној равној линији.

### Осма епизода: Одисејева победа и откривање Пенелопи
Антиној покушава да натегне лук али не успева у томе; остали просци су такође неуспешни. Тада Одисеј, још увек у својом просјачком руху, понизно тражи да се опроба у натезању лука. Сви просци му се ругају што се усудио да им буде једнак, али Пенелопа улази и даје му дозволу да то учини. Одисеј вешто натеже лук, испаљује стрелу и провлачи је кроз све рупе на секирама. Затим се окреће према Антиноју и убија га стрелом. Просци су у шоку због његовог дела, а тада Одисеј скида своје рите и открива им се. Еуримах, други најистакнутији међу просцима, окривљује Антиноја јер их је подстрекивао на трошење ресурса палате и нуди надокнаду за све што су потрошили, али Одисеј одбија његов предлог и наставља да гађа стрелама њега и остале просце. Они почињу да паниче и покушавају да побегну од његовог гнева, али не успевају, јер су врата претходно закључана по Одисеју наређењу. Немају чак ни оружје да се бране: све су то претходне ноћи искрали Телемах и Еумеј. Уз помоћ Телемаха и оданих слугу Еумеја и Филетија, Одисеј убија све просце. Ниједан није спашен, а служавке које су издале поверење краљице Пенелопе општећи се са просцима присиљене су да очисте крв и одложе тела мртвих просаца пре него што буду кажњене вешањем за своју нелојалност.
Одисеј се коначно осветио и сада не жели ништа осим да оде у собу Пенелопе, која је престрављено и задивљено сведочила покољу. Она још није потпуно уверена да је странац Одисеј, али га пушта у собу. Пенелопа предлаже да се помери брачни кревет, на шта Одисеј одговара да је то немогуће, јер је тај кревет сам саградио тако што га је исклесао из огромног дебла, око којег је тада саградио своју палату. Пенелопа тада више нема сумње и грли мужа плачући и смејући се од радости. Одисеј, ганут овим, исприча јој све своје недаће и са њом проводи дугу и срећну љубавну ноћ. Последњи део епизоде говори о пацификацији, посредовањем Ментора и Атене, између Одисеја и рођака просаца, који траже освету за њихову смрт. Када се сукоб две стране на пољима у близини Лаертове колибе (куда је Одисеј отишао са породицом) чини неизбежним, на наговор Ментора и Атене, Одисеј прво полаже оружје, клечећи у осећању поштовања према рођацима погинулих, а потом то исто чини и отац који је водио супротну страну.

## Улоге
- Беким Фехмију као Одисеј
- Ирена Папас као Пенелопа
- Рено Верле као Телемах
- Рој Персел као Алкиној
- Марина Берти као Арета
- Шила Габел као Хелена
- Барбара Бах као Наусикаја
- Жилијет Менијел као Кирка
- Кира Бестер као Калипса
- Мишел Бретон као Атена
- Константин Непо као Антиној
- Ивица Пајер као Еурилох
- Самсон Берк као Полифем
- Фаусто Тоци као Менелај
- Јаспар фон Ерцен као Нестор
- Франко Балдучи као Ментор
- Хусеин Чокић као Еумеј
- Бранко Ковачић као Лаерт
- Владимир Лејб као Еол
- Карл-Ото Алберти као Еуримах
- Маурицио Точи као Леокрит
- Илија Ивезић као Ктесип
- Петар Бунтић као Филетор
- Дује Новаковић као Елпенор
- Шиме Јагаринац као Ираклије
- Петар Добрић као Полит
- Франко Фантазиа као Мент
- Војислав Говедарица као Филетије
- Лучано Роси као Теоклимен
- Ђулио Донини као Тиресија
- Бјанка Дорија као Антиклеја
- Серђо Фереро као Писистрат
- Енцо Фјермонте као Демодок
- Стефанела Ђовани као Касандра
- Питер Хинвуд као Хермес
- Миодраг Лончар као Ир
- Хрвоје Своб као Фемије
- Ђулио Чезаре Томеи као Пријам
- Ролф Бојсен као Агамемнон
- Герард Хертон као Лаокоон
- Нона Медичи као Ифтима
- Мимо Палмара као Ахилеј
- Ђанкарло Прете као Еуријад
- Андреа Шарић као Меланта
- Орсо Марија Герини као Леод
- Ада Мороти као Кијана
- Лаура Нучи као Антинојева мајка

## Продукција
Мини-серија је продуцирана углавном за емитовање на државним телевизијама Италије, Западне Немачке и Француске. У оригиналној верзији постоји осам епизода, које трају укупно 446 минута. Свакој епизоди претходи увод у коме песник Ђузепе Унгарети чита неке стихове оригиналног епа.
Специјалне ефекте су дизајнирали Марио Бава (који је такође режирао епизоду са Полифемом) и Карло Рамбалди.
Екстеријери су у потпуности снимљени у Југославији, која је нудила пејзаж сличан земљама античке Грчке.

## Пријем
Ову адаптацију многи сматрају највернијим приказом Хомеровог епа на екрану, због укључивања већине ликова и догађаја, као и покушаја да се допуни графичким детаљима.